# Hoonah
Hoonah es una ciudad ubicada en el área censal de Hoonah–Angoon en el estado estadounidense de Alaska. En el censo de 2010 tenía una población de 760 habitantes y una densidad poblacional de 40,25 personas por km².

## Geografía
Hoonah se encuentra en las coordenadas 58°6′36″N 135°26′37″O / 58.11000, -135.44361. Según la Oficina del Censo de los Estados Unidos, tiene una superficie total de 18,88 km², de la cual 15,56 corresponden a tierra firme y 3,32 a agua (17,59%).

## Demografía
Según el censo de 2010, había 760 personas residiendo en Hoonah. La densidad de población era de 40,25 hab/km². De los 760 habitantes, el 32,63% eran blancos, el 0,39% afroamericanos, el 52,5% amerindios, el 0,53% asiáticos, el 0,13% de otras razas y el 13,82% pertenecían a dos o más razas. Del total de la población, el 3,03% eran hispanos o latinos de cualquier raza.

## Localidades adyacentes
El siguiente diagrama muestra a las localidades más próximas a Hoonah: